# Panemeria tenebromorpha
Panemeria tenebromorpha là một loài bướm đêm trong họ Noctuidae.